# Cerconeotes jenneri
Cerconeotes jenneri är en kräftdjursart som först beskrevs av Lindgren 1975.  Cerconeotes jenneri ingår i släktet Cerconeotes och familjen Leptastacidae. Inga underarter finns listade i Catalogue of Life.